# Едуард Геґер
Едуард Геґер (словац. Eduard Heger; нар. 3 травня 1976, Братислава, Чехословаччина) — словацький політичний і державний діяч. Член партії «Звичайні люди». Прем'єр-міністр Словаччнии з 1 квітня 2021 року по 15 травня 2023 року.
У минулому — віцепрем'єр і міністр фінансів та тимчасовий в.о. міністра охорони здоров'я, депутат Національної ради Словаччини (2016—2020).

## Біографія
Народився 3 травня 1976 року в Братиславі, столиці Словацької соціалістичної республіки в складі Чехословаччини.
Закінчив факультет комерції, торгівлі і маркетингу Економічного університету в Братиславі, отримав ступінь інженера (Ing.).
У 1997—1998 роках — помічник директора компанії Intercomp Imex в Братиславі, у 1998—1999 роках — менеджер ресторану Kohútik в Братиславі, в 1999—2000 роках — менеджер з продажу Європейського інвестиційного банку (EIB), в 2001—2005 роках — молодший консультант Cubic Applications Inc. в Братиславі, у 2006—2007 роках — менеджер християнської організації Spoločenstvo pri Dóme sv. Martina в Братиславі, в 2007—2016 роках — регіональний менеджер компанії Old Nassau Imports, виробника однієї з найзнаменитіших східноєвропейських горілок преміум-класу Double Cross Vodka.
За підсумками парламентських виборів 2016 року обраний депутатом Національної ради Словаччини, очолював парламентську групу.
Після парламентських виборів 2020 року 21 березня отримав портфель міністра фінансів в уряді Ігоря Матовича.
З 12 березня 2021 року на тлі урядової кризи через закупівлі російської вакцини «Спутник V» тимчасово виконував обов'язки міністра охорони здоров'я після відставки Марека Крайчі, а 30 березня призначений прем'єр-міністром Словаччини після того, як Ігор Матович подав у відставку.
7 травня 2023 року подав у відставку з посади прем'єра Словаччини.

## Нагороди
- Орден «За заслуги» I ст. (Україна, 23 серпня 2021) — за вагомий особистий внесок у зміцнення українсько-словацького міждержавного співробітництва, підтримку незалежності та територіальної цілісності України[8]

## Особисте життя
Батько чотирьох дітей.